# St. Bernard (Ohio)
St. Bernard és una ciutat dels Estats Units a l'estat d'Ohio. Segons el cens del 2000 tenia 4.924 habitants.

## Demografia
Segons el cens del 2000, St. Bernard tenia 4.924 habitants, 2.069 habitatges, i 1.251 famílies. La densitat de població era de 1.234,5 habitants/km².
Dels 2.069 habitatges en un 29,5% hi vivien nens de menys de 18 anys, en un 41% hi vivien parelles casades, en un 14,4% dones solteres, i en un 39,5% no eren unitats familiars. En el 34,5% dels habitatges hi vivien persones soles el 14,5% de les quals corresponia a persones de 65 anys o més que vivien soles. El nombre mitjà de persones vivint en cada habitatge era de 2,38 i el nombre mitjà de persones que vivien en cada família era de 3,09.
Per edats la població es repartia de la següent manera: un 25,4% tenia menys de 18 anys, un 9,5% entre 18 i 24, un 29,3% entre 25 i 44, un 20,3% de 45 a 60 i un 15,5% 65 anys o més.
L'edat mediana era de 36 anys. Per cada 100 dones de 18 o més anys hi havia 84,2 homes.
La renda mediana per habitatge era de 37.356 $ i la renda mediana per família de 45.366 $. Els homes tenien una renda mediana de 35.095 $ mentre que les dones 26.672 $. La renda per capita de la població era de 18.036 $. Aproximadament el 7,3% de les famílies i el 8,7% de la població estaven per davall del llindar de pobresa.

## Poblacions properes
El següent diagrama mostra les poblacions més properes.